# Třída Ç-151
Třída Ç-151 je třída tankové výsadkové lodě tureckého námořnictva. Jejich hlavním úkolem je přeprava a provádění výsadku vojáků a materiálu, sekundárně mohou sloužit při humanitárních misích a živelních pohromách. Jejich plánovaná životnost je 30 let. Jediným zahraničním uživatelem třídy je Katar s plavidlem Fuwairit (QL-80) přijatým do služby v roce 2022.

## Stavba
Soutěž na vývoj a stavbu první série osmi rychlých tankových výsadkových lodí byla vypsána roku 2007. Ze čtyř zájemců byla vybrána turecká loděnice Anadolu (ADIK), se kterou byl v červnu 2009 podepsán kontrakt na stavbu osmi jednotek (Ç-151 až Ç-158). Stavba prototypového plavidla Ç-151 byla zahájena v lednu 2010. Hotová plavidla byla roku 2012 předána tureckému námořnictvu a po uplynutí roční zkušební doby byla roku 2013 přijata do služby.
Kontrakt na stavbu osmi plavidel druhé série (Ç-159 až Ç-166) byl ADIK zadán v dubnu 2024. První plavidlo této série Ç-159 bylo spuštěno na vodu 22. února 2025.
Jednotky třídy Ç-151:
| Jméno            | Uživatel | Série | Spuštěna        | Vstup do služby   | Status    |
| ---------------- | -------- | ----- | --------------- | ----------------- | --------- |
| Ç-151            | Turecko  | 1.    | 2010            | 9. března 2013    | aktivní.  |
| Ç-152            | Turecko  | 1.    | 2010            | 13. dubna 2013    | aktivní   |
| Ç-153            | Turecko  | 1.    | 2011            | 29. dubna 2013    | aktivní   |
| Ç-154            | Turecko  | 1.    | 2011            | 29. dubna 2013    | aktivní   |
| Ç-155            | Turecko  | 1.    | 2011            | 3. června 2013    | aktivní   |
| Ç-156            | Turecko  | 1.    | 2011            | 27. června 2013   | aktivní   |
| Ç-157            | Turecko  | 1.    | 2012            | 15. července 2013 | aktivní   |
| Ç-158            | Turecko  | 1.    | 2012            | 28. srpna 2013    | aktivní   |
| Ç-159            | Turecko  | 2.    | 22. února 2025  |                   | ve stavbě |
| Ç-160            | Turecko  | 2.    | 25. března 2025 |                   | ve stavbě |
| Ç-161            | Turecko  | 2.    |                 |                   | objednána |
| Ç-162            | Turecko  | 2.    |                 |                   | objednána |
| Ç-163            | Turecko  | 2.    |                 |                   | objednána |
| Ç-164            | Turecko  | 2.    |                 |                   | objednána |
| Ç-165            | Turecko  | 2.    |                 |                   | objednána |
| Ç-166            | Turecko  | 2.    |                 |                   | objednána |
| Fuwairit (QL-80) | Katar    | -     | 25. září 2021   | 6. července 2022  | aktivní.  |

## Konstrukce

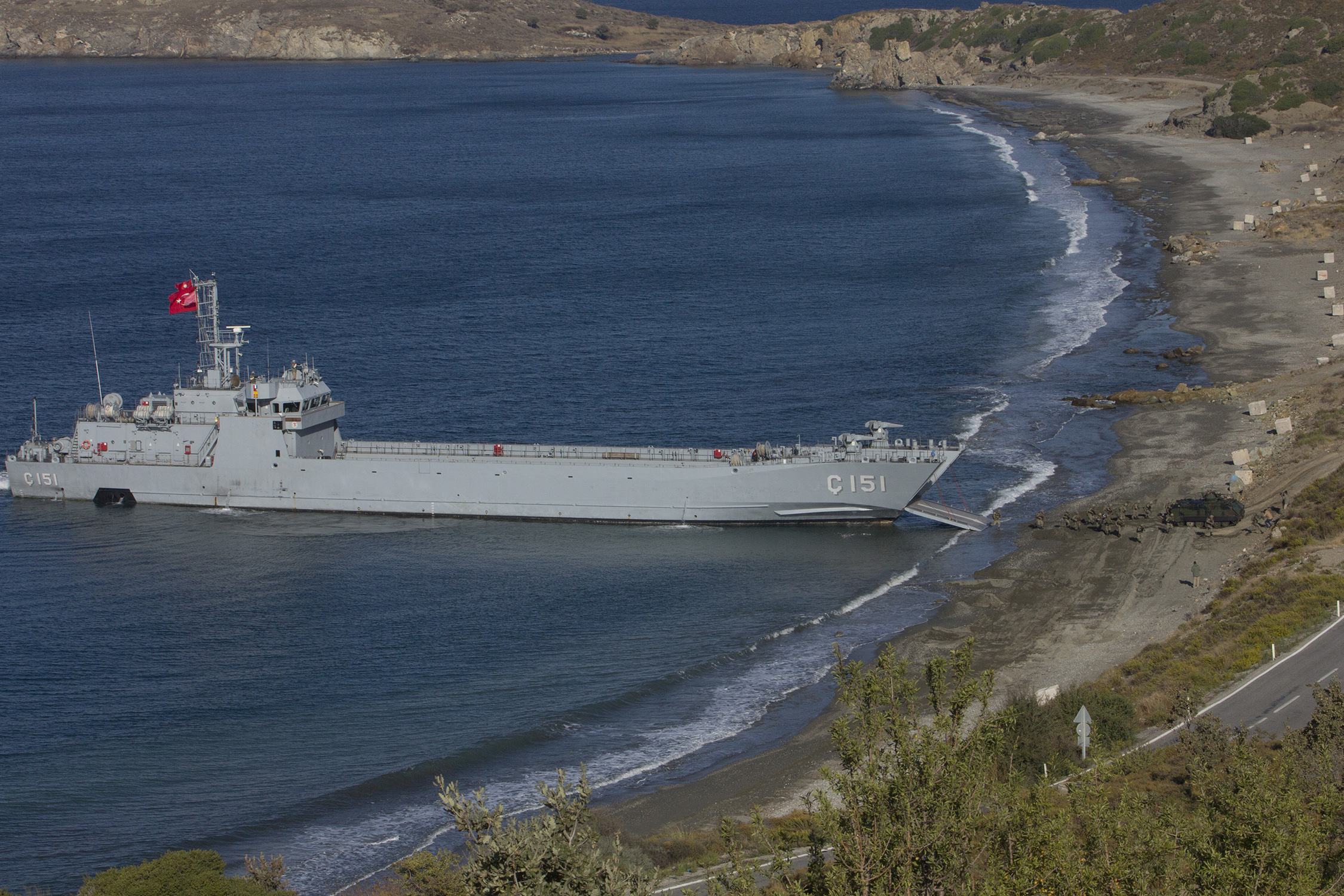
Ç-151 v roce 2015

Plavidla jsou postavena z oceli. Pojmou 260 vojáků, nebo 320 tun nákladu. Alternativně sedm hlavních bojových tanků M60. Obrannou výzbroj tvoří dva 25mm kanóny v dálkově ovládaných zbraňových stanicích Aselsan STOP a dva 12,7mm kulomety. Elektroniku tvoří navigační radar a elektrooptický střelecký zaměřovač ASELFLIR 300D. Pohonný systém první série této třídy tvoří dva diesely MTU 16V 4000 M70, každý o výkonu 3110 hp, pohánějící přes převodovky ZF 7666 dva lodní šrouby s pevnými lopatkami. Pohonný systém druhé série byl změněn na dva diesely, každý o výkonu 4560 hp. Nejvyšší rychlost dosahuje 20 uzlů bez nákladu a 16,5 uzlu při plném zatížení (krátkodobě až 18 uzlů). Dosah je 400 námořních mil při rychlosti 16 uzlů.